# Dolgellau
Dolgellau /dɔl'gɛɬaɨ̩/ (Ausspracheⓘ) ist eine Kleinstadt in Wales (Vereinigtes Königreich) im County Gwynedd am Zusammenfluss von Mawddach und Wnion.

## Geschichte
Dolgellau liegt am Fuße des Cader Idris, am Südrand des 1951 gegründeten Snowdonia-Nationalparks. Münzfunde und andere Relikte zeigen, dass die Römer hier siedelten und nach Gold schürften. Owain Glyndŵr hielt hier 1404 das letzte walisische Parlament. Das Versammlungshaus wurde abgebrochen und 1885 in Newtown in einem Park wieder aufgebaut.
Im 17. Jahrhundert entwickelte sich die Region zu einem Zentrum der neu aufkommenden Quäkerbewegung, die hier 1657 gegründet wurde. Der Farmer Rowland Ellis, ein prominenter lokaler Quäker, emigrierte 1686 zusammen mit anderen nach Pennsylvania. Die Stadt Bryn Mawr trägt den Namen seiner Farm in Wales.
Die walisische Ortschaft hat ihren Ursprung im 12. Jahrhundert. Die Menschen, die in die Stadt kommen, überqueren meist die siebenbogige Brücke „Y Bont Fawr“ (die große Brücke) über den Fluss Wnion. Sie wurde 1638 gebaut, musste aber für die Eisenbahnlinie, die von 1868 bis 1964 durch die Stadt führte, erweitert und 1903 aufgrund erlittener Flutschäden wiederhergestellt werden. Das Stadtbild Dolgellaus wird von örtlichem Granit und Schiefer bestimmt und enge, verwinkelte Straßen verbinden die Plätze der Stadt. Die gotische Kirche St. Mary wurde 1716 auf den Fundamenten eines Vorgängerbauwerkes aus dem 12. Jahrhundert errichtet.
1948 wurde anlässlich der Austragung des Eisteddfod Genedlaethol, eines nationalen Literatur- und Musikfestivals, ein Steinkreis errichtet. Das Festival fand im darauffolgenden Jahr statt.
Gegen Ende des 19. Jahrhunderts war Dolgellau die Kreishauptstadt von Meirionnydd.

## Wirtschaft
Als regionales Zentrum der Schafzucht war die Entwicklung der Stadt eng mit der Wollverarbeitung verbunden. Dieser Erwerbszweig erreichte um 1800 seinen Höhepunkt, verlor aber mit der Einführung mechanischer Webstühle schnell seine herausragende wirtschaftliche Bedeutung. In Zeiten, in denen die Produktion florierte, wurde die Wolle ungefähr 10 Meilen den Wnion und dann den Mawddach hinunter bis zum Hafen von Barmouth transportiert. Noch heute erinnert das alljährliche „Wool Race“ an die einstige Bedeutung dieses Wirtschaftszweiges.
Ein anderer wichtiger Erwerbszweig in Dolgellau war seit 1800 die Druckindustrie. Die erste Druckerpresse der Stadt wurde im Jahr 1798 in Betrieb genommen.
Mitte des 19. Jahrhunderts wurden größere Goldfunde aus der Gegend gemeldet. Daraufhin nahmen mehr als zwei Dutzend Goldminen ihren Betrieb auf; um 1900 beschäftigten sie über 500 Arbeiter. Der Goldrausch währte aber nur kurz, und in den 1920ern verfielen die meisten Gruben schon wieder; die letzte Goldmine wurde 1935 nach einem zerstörerischen Brand geschlossen. 1984 hat ein Grubenbetrieb die Förderung probeweise wieder aufgenommen.

## Tourismus

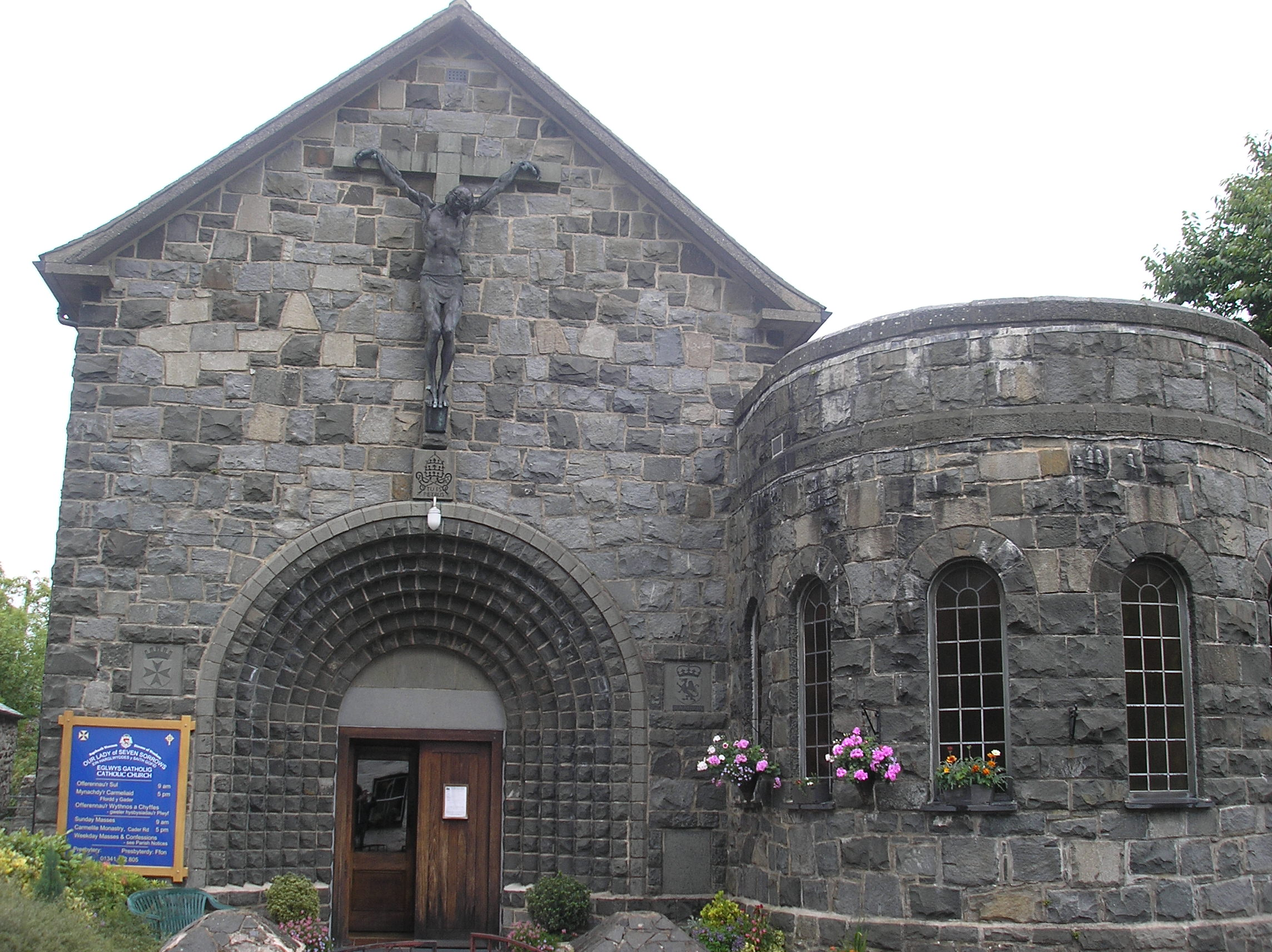
Altar von Christus in der Kirche „Our Lady of Seven Sorrows“, Dolgellau, Wales, vom Künstler Giannino Castiglioni, 1966

Die Gegend um Dolgellau ist landschaftlich reizvoll und touristisch erschlossen. Besonders eindrucksvoll ist das Bergmassiv Cader Idris im Süden des Ortes; der höchste Punkt ist der 893 m hohe Penygadair (Pen-y-Gadair).
Nahe der Stadt mündet der Wildbach Clywedog in den Wnion; ein abwechslungsreicher Wanderweg, der sogenannte Torrent Walk, führt an diesem Bach mit seinen vielen kleinen Kaskaden und Strudeln entlang.
Nicht weit von Dolgellau befinden sich die Ruinen der Cymer Abbey, ein 1199 von Fürst Gruffydd ap Cynan von Gwynedd und seinem Bruder, Fürst Maredudd, gestiftetes Zisterzienserkloster. Zu dem wenigen, das erhalten ist, gehören die Arkade der Kirche aus dem 13. Jahrhundert und drei Lanzetten des Ostfensters, außerdem ein Stück der Südwand mit einer Piscina sowie Reste des Kreuzganges und des Refektoriums.

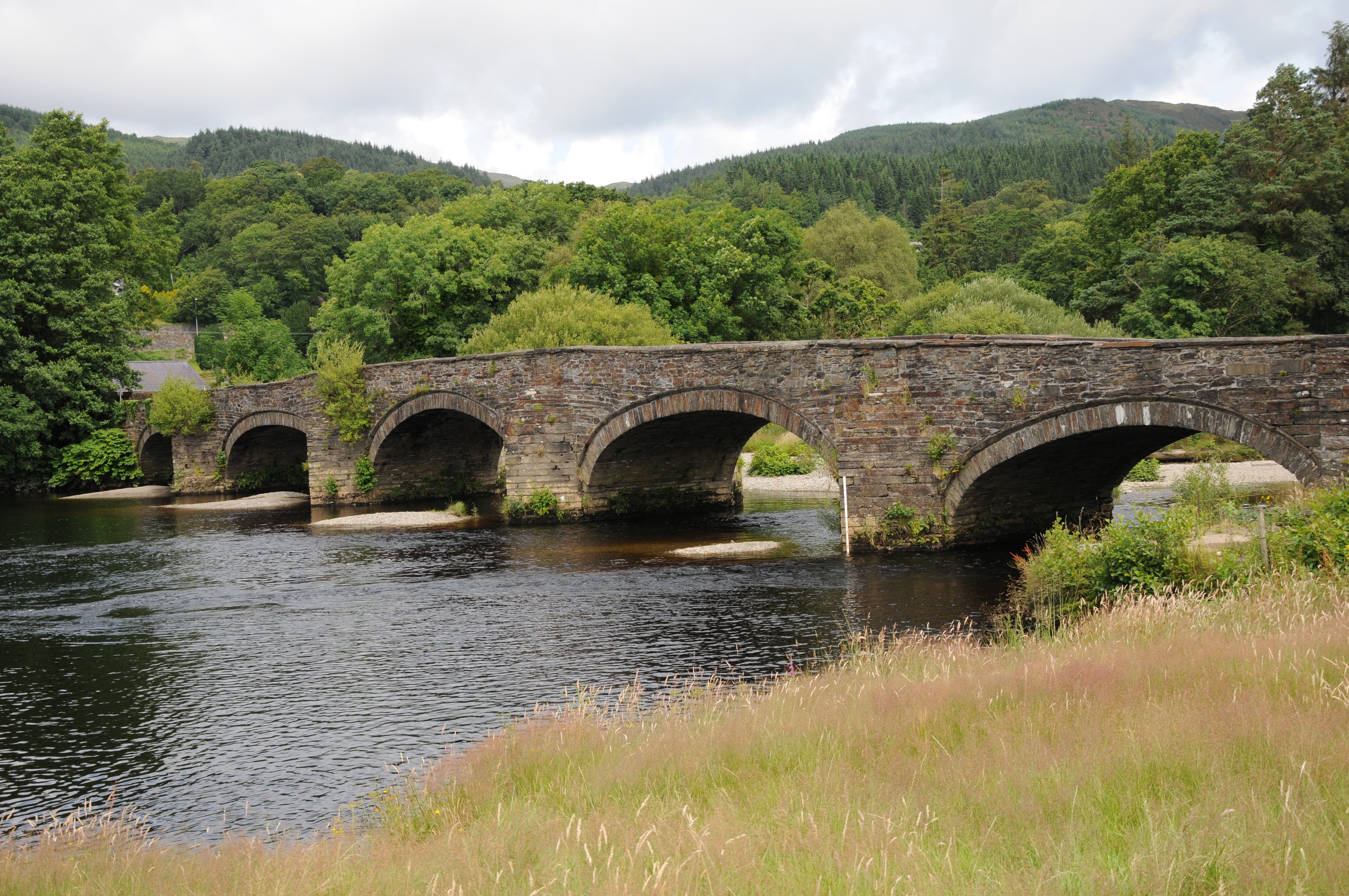
Alte Brücke über den Fluss Wnion
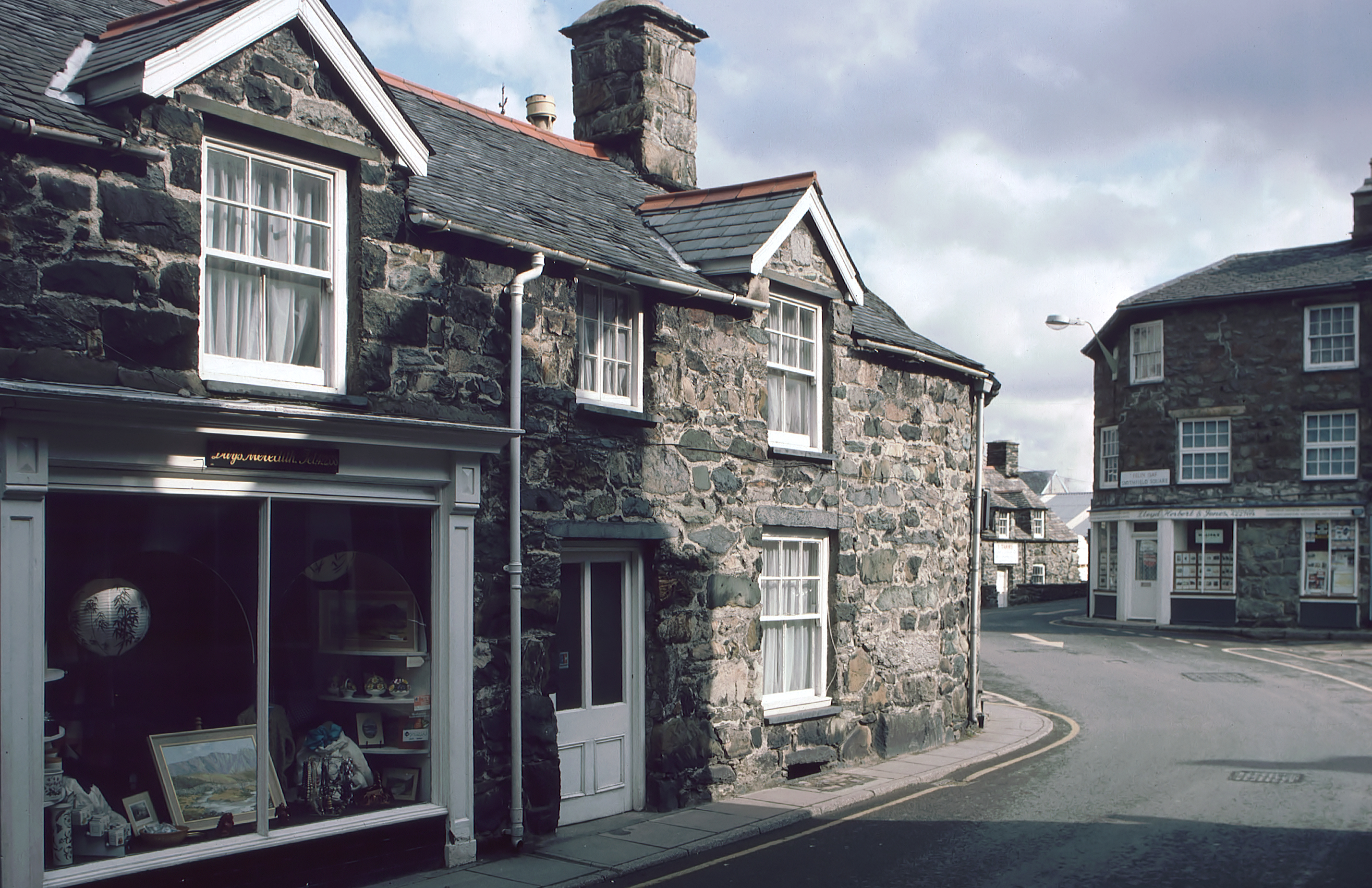
Granit und Schiefer bestimmen das Stadtbild
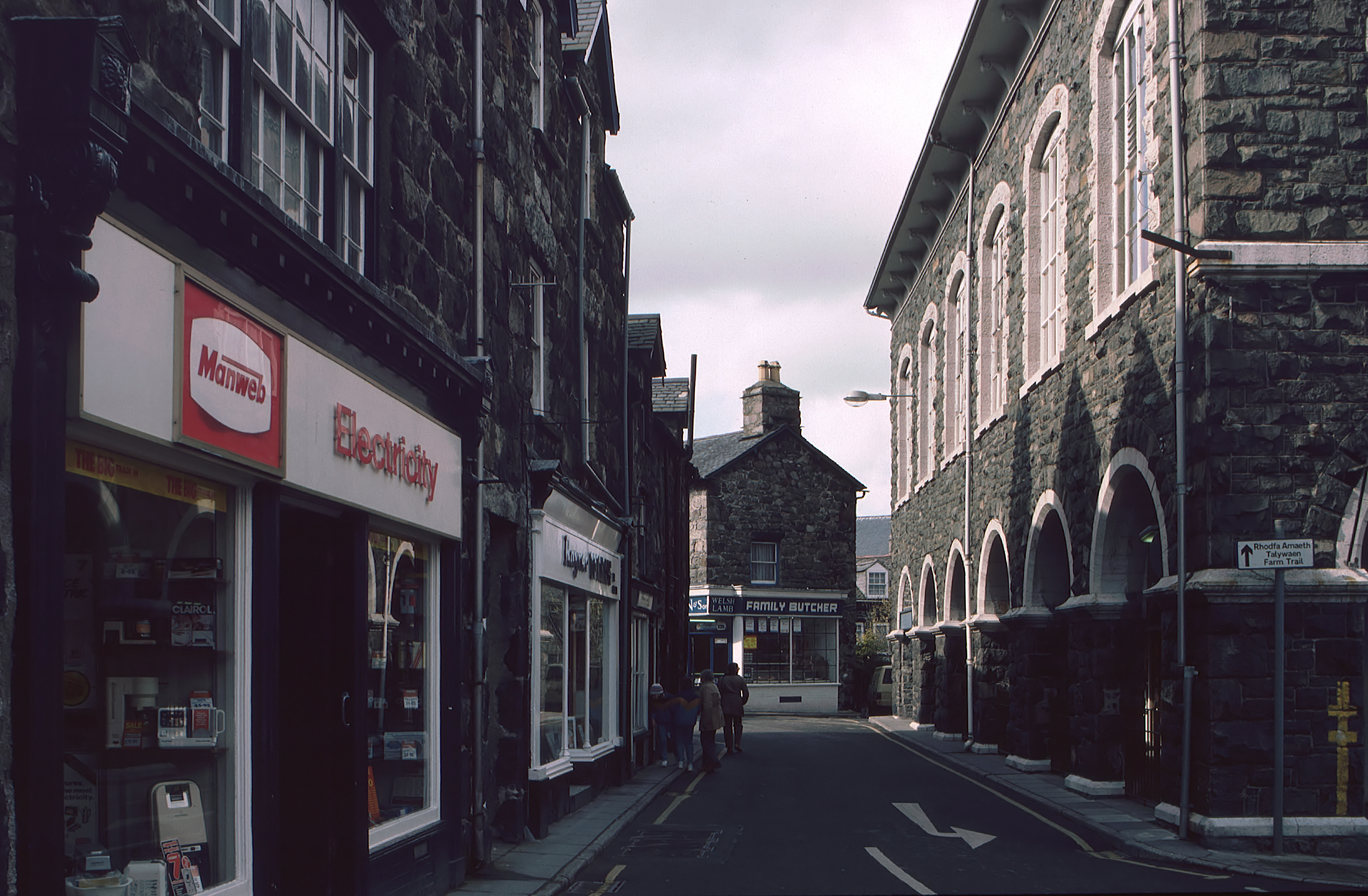
Straße am Eldon Square, rechts die ehemalige Markthalle
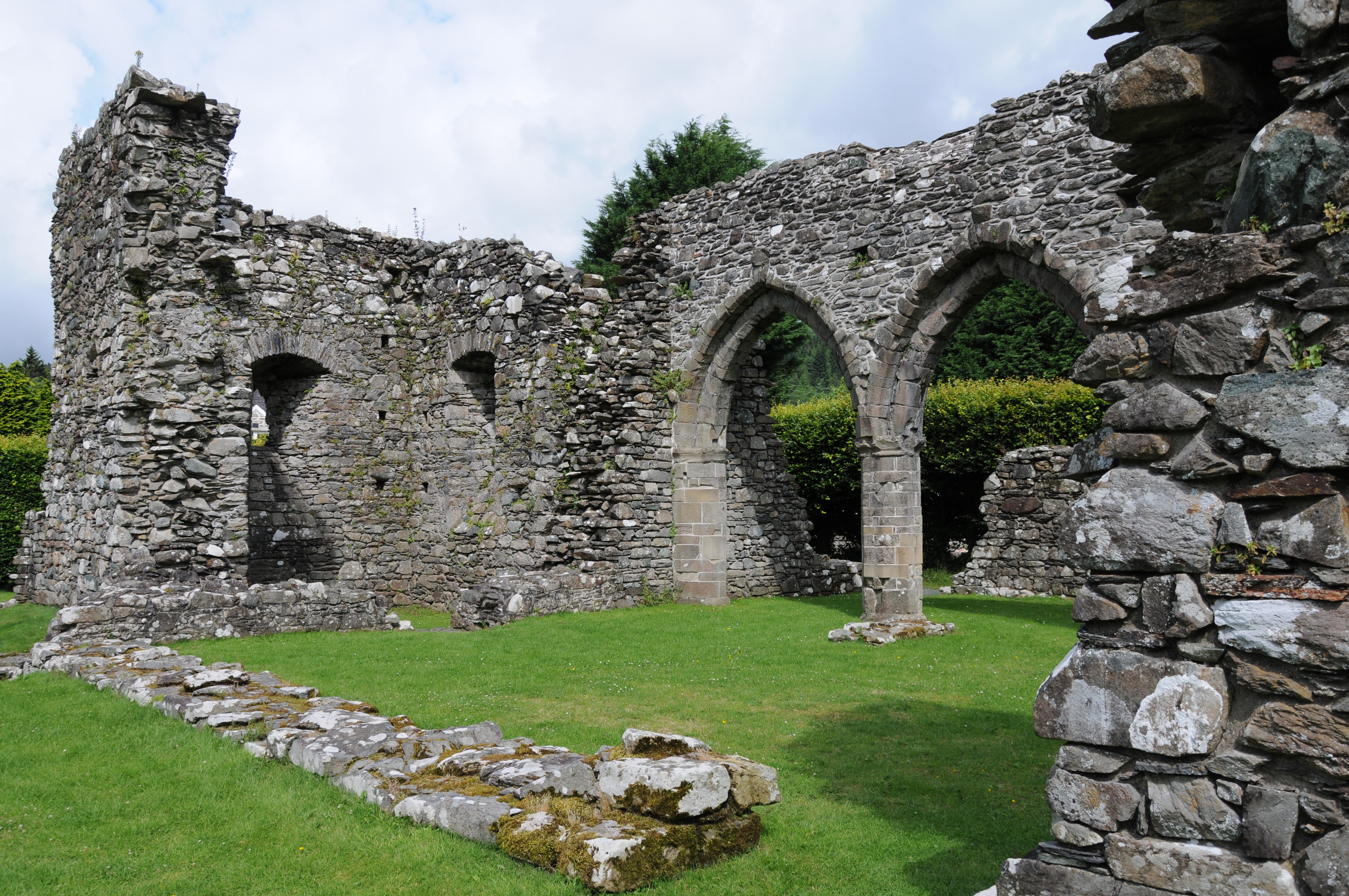
Cymer Abbey
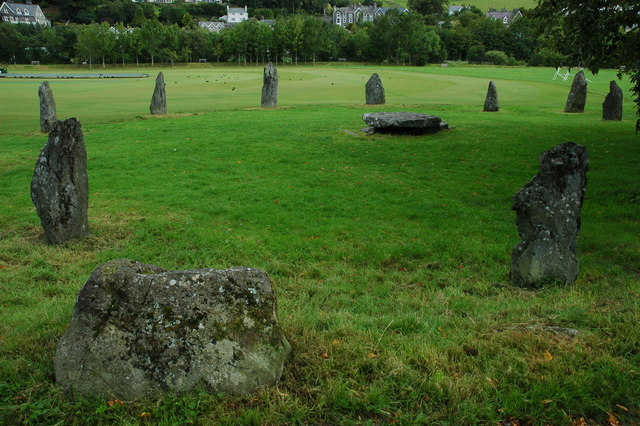
Steinkreis von Dolgellau

## Persönlichkeiten
- Henry Owen (1716–1795), Theologe